# Iaremivka, Kremenciuk
Iaremivka (în ucraineană Яремівка) este un sat în comuna Demîdivka din raionul Kremenciuk, regiunea Poltava, Ucraina.

## Demografie
Componența lingvistică a localității Iaremivka
     Ucraineană (100%)
Conform recensământului din 2001, toată populația localității Iaremivka era vorbitoare de ucraineană (100%).